# Wanda Wierzchleyska
Wanda Wierzchleyska z domu Wajgiel (ur. 3 marca 1900 we Lwowie, zm. 14 stycznia 2012 w Warszawie) – polska superstulatka. Najstarsza Polka (2010–2012). Przeżyła 111 lat i 317 dni, co czyni ją jedną z najdłużej żyjących Polaków w historii.

## Życiorys
Urodziła się 3 marca 1900 we Lwowie w rodzinie lekarza, prof. Eugeniusza Wajgla (1873–1944) i Ludwiki z Jankowskich (zm. 1956), wnuczki hrabiego Adama Kleta Zamoyskiego herbu 
Jelita (1795–1865).
Absolwentka Wydziału Rolnego Politechniki Lwowskiej. 3 sierpnia 1944, na początku powstania warszawskiego jej ojciec i mąż zostali rozstrzelani przez Niemców. Po wojnie przez 16 lat pracowała w laboratorium papierni w Myszkowie.
3 stycznia 2010 po śmierci Michaliny Wasilewskiej (1898–2010) z Warszawy została najstarszą Polką. Zmarła 14 stycznia 2012 w Warszawie. Została pochowana 18 stycznia tegoż roku na Cmentarzu ewangelicko-reformowanym w Warszawie (kwatera L-1-3).

## Życie prywatne
Prapraprawnuczka posła na Sejm Czteroletni Marcina Grocholskiego herbu Syrokomla 
(1727–1807).
Wyszła za mąż za inżyniera Klemensa Wierzchleyskiego herbu Berszten II (1902–1944). Mieli dwie córki: Ewę (ur. 1934), żonę matematyka, prof. Zbigniewa Semadeniego (ur. 1934) i Izabellę (ur. 1938), żonę Juliusza Mateńki. Doczekała się wnuków, prawnuków i jednej praprawnuczki.
- Akt urodzenia Wandy Wierzchleyskiej z d. Wajgiel w wystawiony w języku łacińskim we Lwowie

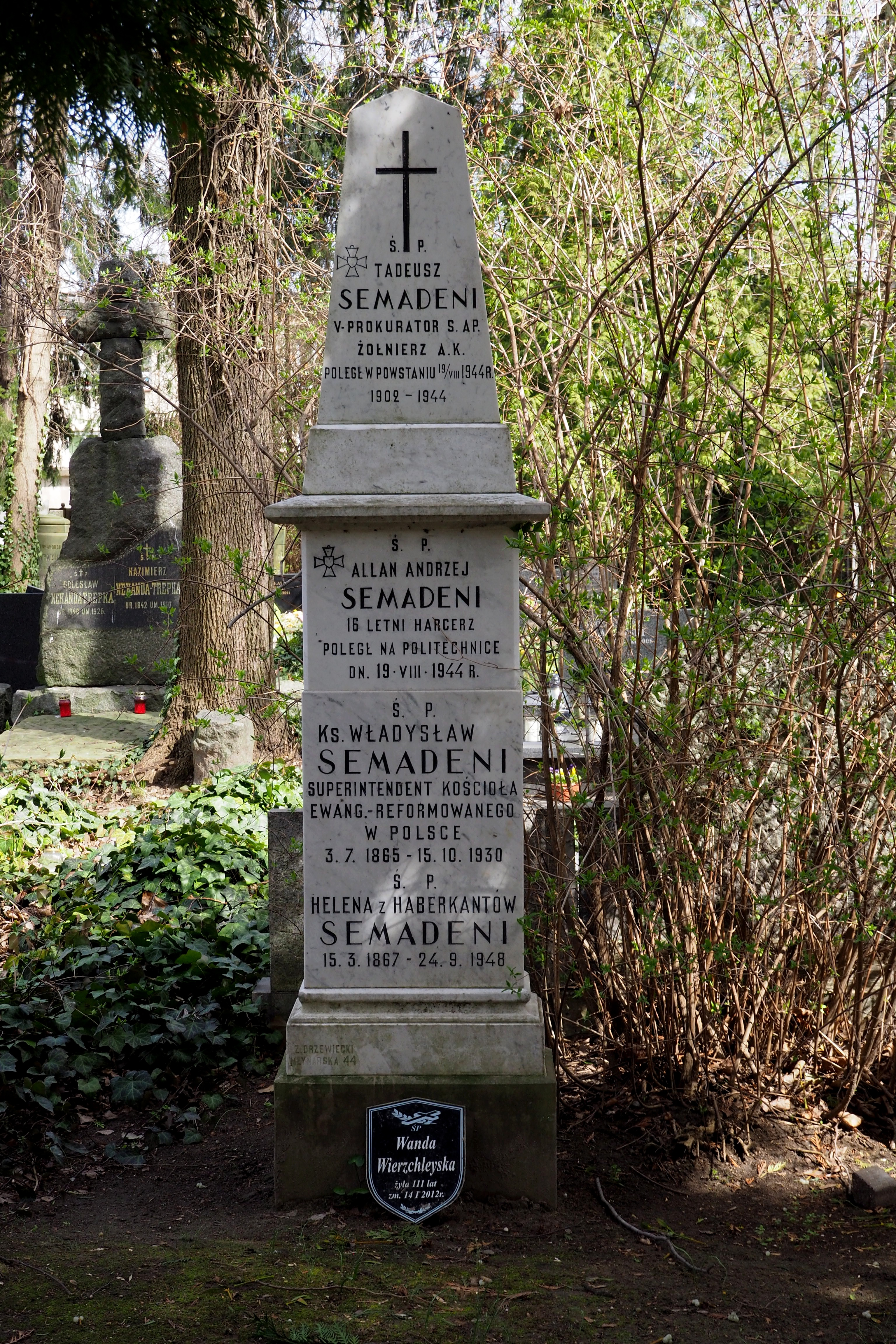
Grób rodziny Semadenich w którym spoczywa Wanda Wierzchleyska na Cmentarzu ewangelicko-reformowanym w Warszawie